# Benedikt Sveinbjarnarson Gröndal
Benedikt Sveinbjarnarson Gröndal (n. 6 octombrie 1826 – d. 2 august 1907) a fost un poet, prozator și eseist islandez.
A scris versuri romantice cu accente burlești și parodii ale romanelor cavalerești în stilul legendelor islandeze.

## Scrieri
- 1861: Povestea bătăliei de pe câmpia morții („Saga af heljarslódarorrustu”)
- 1891: Saga lui Thord, fiul lui Geirmund („Thórtar saga Geirmundarsonar”)
- 1900: Cartea cântecelor („Kwoeda-bók”).

Gröndal a tradus Iliada și a fondat revista Gefn din Copenhaga.